# شاخص بین‌المللی ناهمواری

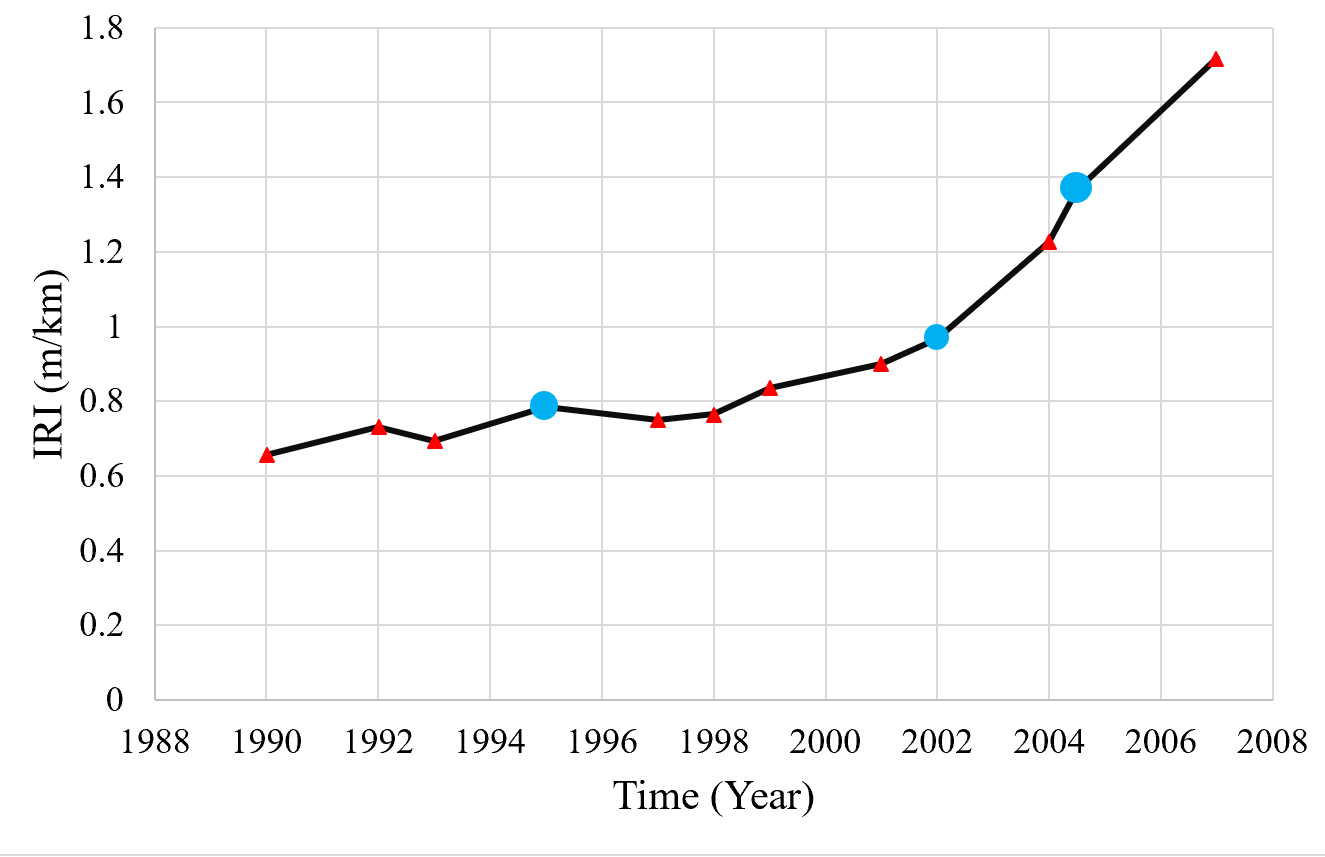
پیشرفت ناهمواری در طول زمان برای یک جاده آسفالتی

شاخص بین‌المللی ناهمواری (به انگلیسی: International Roughness Index) از سنجه‌های رایج عملکرد روسازی است. این شاخص نشانگر میزان زبری یا ناهمواری سطح راه است و بنابراین با واحدهایی چون متر بر کیلومتر (m/km) یا اینچ بر مایل (in/mi) سنجیده می‌شود. شاخص IRI در سال ١٩٨٦ توسط بانک جهانی معرفی گردید و از آن زمان در بسیاری کشورها مورد استفاده قرار گرفته است. بنا بر گزارش‌های مدیریت بزرگراه‌های فدرال امریکا حدود این شاخص برای جاده‌های آسفالتی تازه ساخت بین ٠/٨١٠ تا ١/٠٣٠ متر بر کیلومتر است، اما مقادیر پایین‌تری هم برای این کمیت گزارش شده است. در ایالات متحده دپارتمان‌های ترابری هر ایالت موظفند که داده‌های IRI را جمع‌آوری و مدیریت بزرگراه‌های فدرال به گزارش کنند.

## جمع‌آوری داده
در گذشته ناهمواری جاده را با وسایل نقشه‌برداری مثل میل تراز انجام می‌شد. بعداً وسایل دیگری مثل دیپستیک به بازار آمدند. در حال حاضر پروفایل راه را می‌شود با اتومبیل اندازه گرفت که به مراتب سریع‌تر از روش‌های دستی پیشین است. هرکدام از ASTM و AASHTO برای محاسبه زبری راه از طریق راه‌های گفته شده استانداردهایی منتشر کرده‌اند.

## ارتباط با دیگر شاخص‌ها
شاخص بین‌المللی ناهمواری با دیگر شاخص‌های عملکرد روسازی همبستگی دارد. برای نمونه به طور کلی رابطه معکوسی با PCI دارد. یک جاده صاف با مقادیر IRI پایین معمولاً PCI بالایی دارد. با این وجود، این رابطه همیشه برقرار نیست و جاده ای که دارای IRI پایین است می تواند PCI پایینی نیز داشته باشد و بالعکس.   بنابراین، یکی از این شاخص های عملکرد لزوماً برای توصیف جامع وضعیت جاده کافی نیست.